# Mahama Ouattara
Mahama Abdoul Karim Ouattara (22 dicembre 1970) è un ex cestista ivoriano con cittadinanza francese.

## Carriera
Con la Costa d'Avorio ha disputato i Campionati mondiali del 1986 e cinque edizioni dei Campionati africani (1985, 1989, 1992, 1993, 1997).